# Charles Bonn
Charles Bonn, né le 9 janvier 1942 à Lipsheim et mort le 6 novembre 2024 à Lyon, est un universitaire français, spécialiste de la littérature maghrébine francophone, ayant enseigné aussi bien en France qu'au Maghreb.

## Biographie
Charles Bonn est né 1942 dans une Alsace, alors annexée au Reich, au sein d’une famille germanophone. Il étudie les lettres à l'Université de Strasbourg. Pendant ses études, il un des responsable de l'AFGES, alors affilié à l'UNEF. Certifié en 1967, il obtient un premier poste dans le Pas-de-Calais, à Lillers.
En 1969, dans le cadre d’une « mission de coopération » il devient enseignant à la faculté de Constantine. Il y reste six ans, assistant, puis maître-assistant. C'est durant ce séjour qu'il découvre et rencontre Mohammed Dib. il soutient alors une  thèse de 3e cycle sous la direction de Robert Escarpit, Imaginaire et discours d'idées : la littérature algérienne d'expression française à travers ses "lectures" 1969-1972 à l'Université Bordeaux-Montaigne en 1972, puis une thèse d'État en 1982, Le roman algérien contemporain de langue française : espaces de l'énonciation et productivité des récits, sous la direction de Simon Jeune.
En 1975, il devient assistant à l'Université Sidi Mohamed Ben Abdellah, à Fès, dès la fondation de celle-ci et le reste pendant deux ans. Puis il revient en France à l'Université Jean-Moulin-Lyon-III comme maître de conférences de 1977 à 1987, puis professeur des universités, d'abord à Paris-XIII (1987-1999), puis Lumière-Lyon-II (1999-2007).
Il a fondé le site limag.com consacré aux littératures du Maghreb.

## Publications
- Lecture présente de Mohammed Dib, 1988.
- Kateb Yacine : Nedjma, 1990.
- Lectures nouvelles du roman algérien, Classiques Garnier, 2016.